# Kolymskoje
Kolymskoje (Russisch: Колымское) is een dorp (selo) in het zuiden van de oeloes Nizjnekolymski in het noordoosten van de Russische autonome republiek Jakoetië. De plaats ligt op de linkeroever (noordzijde) van de rivier de Kolyma, tegenover de instroom van haar belangrijkste zijrivier, de Omolon. De plaats ligt op 110 kilometer ten westen van het oeloescentrum Tsjerski en vormt het centrum van en de enige plaats binnen de nasleg Chalartsjinski. In 2001 telde het 834 inwoners, iets minder dan bij de volkstelling van 1989 toen er ongeveer 900 mensen woonden.
In de plaats, die ontstond in de jaren 1930 (collectivisatie) bevindt zich een afdeling van de sovchoz Nizjnekolymski, waar rendierhouders, vissers en jagers van de clans Chaante en Noetendli actief zijn en waar een viszouterij staat. De plaats heeft ook een rivierstation, middelbaar internaat, huis van cultuur en medische en winkelvoorzieningen. De plaats heeft sinds begin 21e eeuw ook een satelliettelefoonverbinding.
Sinds 1991 heeft het dorp (op initiatief van een aantal Tsjoektsjen) een etnografisch museum met objecten van de Tsjoektsjen, Evenen, Joekagieren en Noordelijke Jakoeten die op de Olerinski-toendra (rond de Oljor) leven. Bij de plaats bevindt zich het graf van poolonderzoeker Ivan Tsjerski (1845-1892).
Bestuurlijk centrum: Tsjerski

Ambartsjik · Androesjkino · Dve viski · Jermolovo · Kolymskoje · Krestovaja · Michalkino · Nizjnekolymsk · Petoesjki(†) · Pochodsk · Timkino · Tsjoekotsjja